# Turritellidae
Famille
Synonymes
- famille Archimediellidae Starobogatov, 1982[1]
- sous-famille Zariinae Gray, 1850[1]

Les Turritellidae sont une famille d'escargots de mer.

## Liste des genres
Selon World Register of Marine Species (10 décembre 2018) :
- genre Archimediella Sacco, 1895
- genre Armatus Golikov, 1986
- genre Banzarecolpus Powell, 1957
- genre Batillona Finlay, 1927 †
- genre Callostracum E. A. Smith, 1909
- genre Colposigma Finlay & Marwick, 1937 †
- genre Colpospira Donald, 1900
- genre Gazameda Iredale, 1924
- genre Maoricolpus Finlay, 1926
- genre Mesalia Gray, 1847
- genre Neohaustator Ida, 1952
- genre Oligodia Handmann, 1882 †
- genre Omalaxis Deshayes, 1830 †
- genre Orectospira Dall, 1925
- genre Pareora Marwick, 1931
- genre Protoma Baird, 1870
- genre Spirocolpus Finlay, 1926 †
- genre Stiracolpus Finlay, 1926
- genre Tachyrhynchus Mörch, 1868
- genre Tropicolpus Marwick, 1931 †
- genre Turritella Lamarck, 1799
- genre Vermicularia Lamarck, 1799
- genre Zeacolpus Finlay, 1926

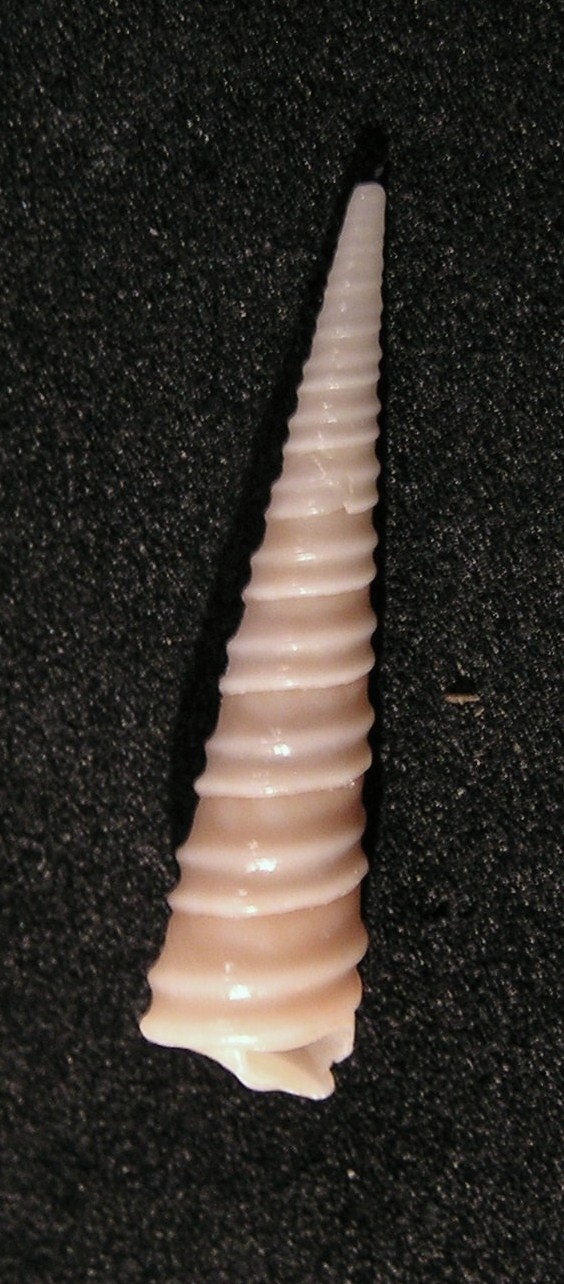
Gazameda iredalei
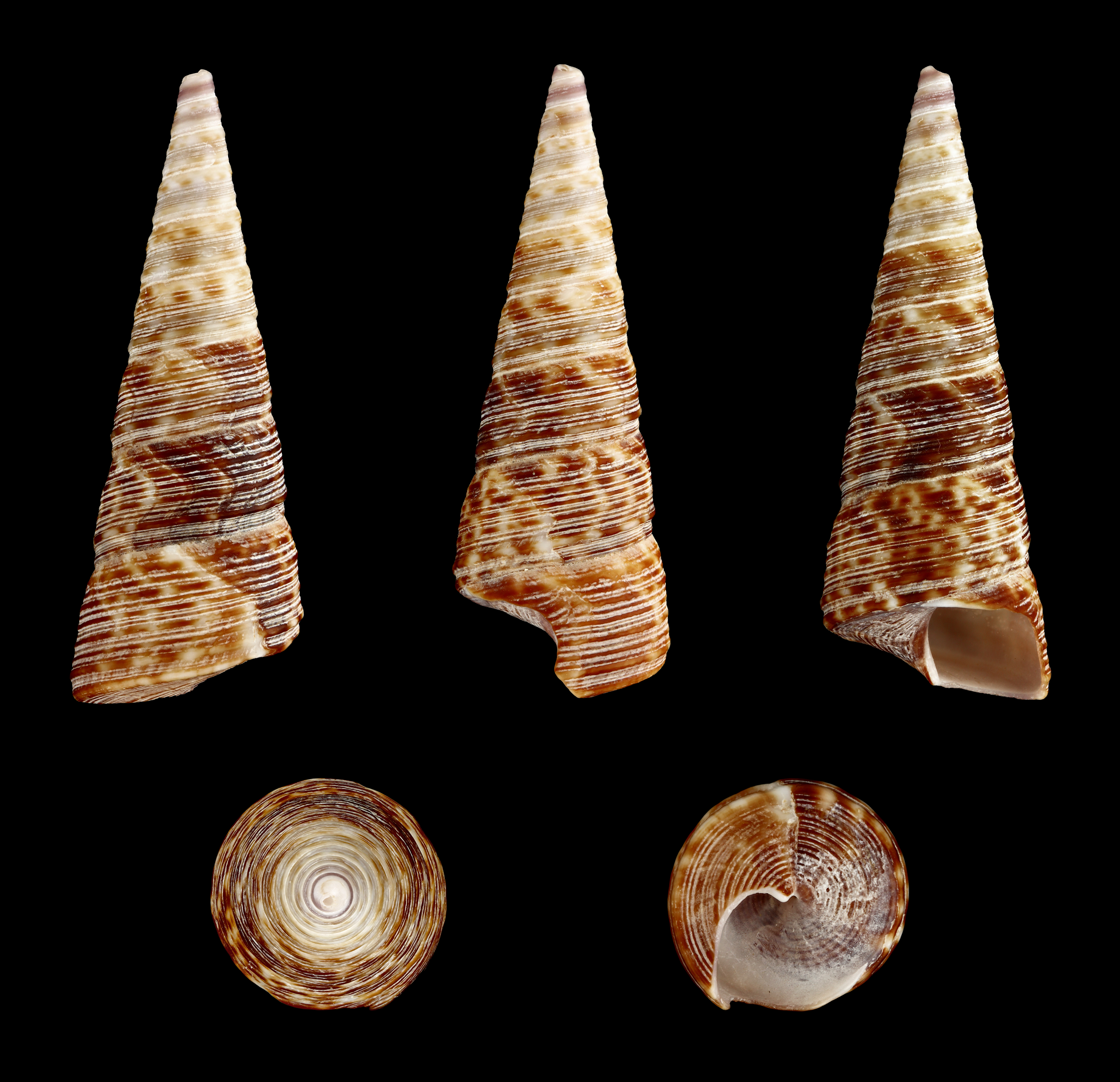
Maoricolpus roseus
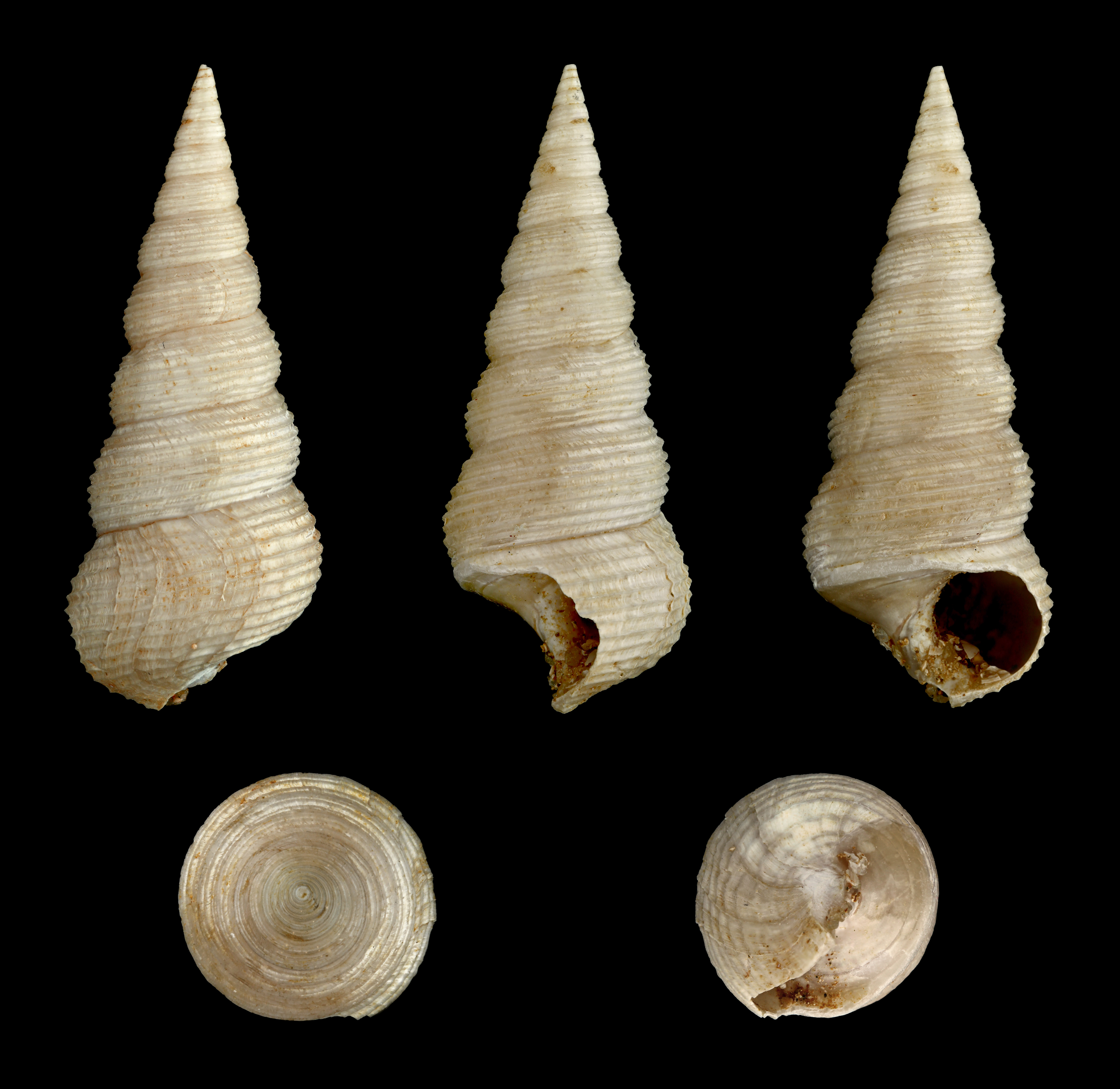
Mesalia multisulcata
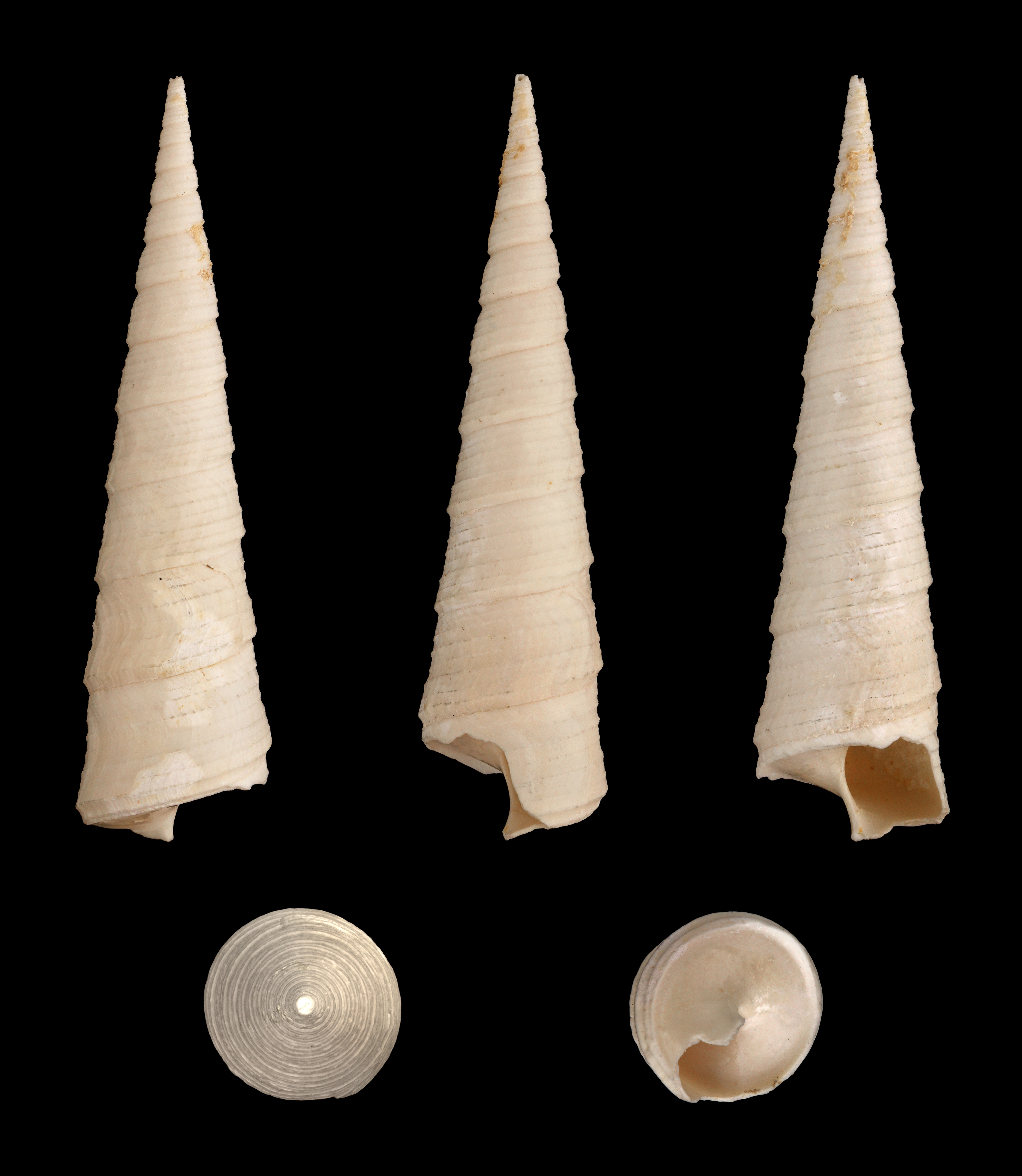
Turritella imbricataria
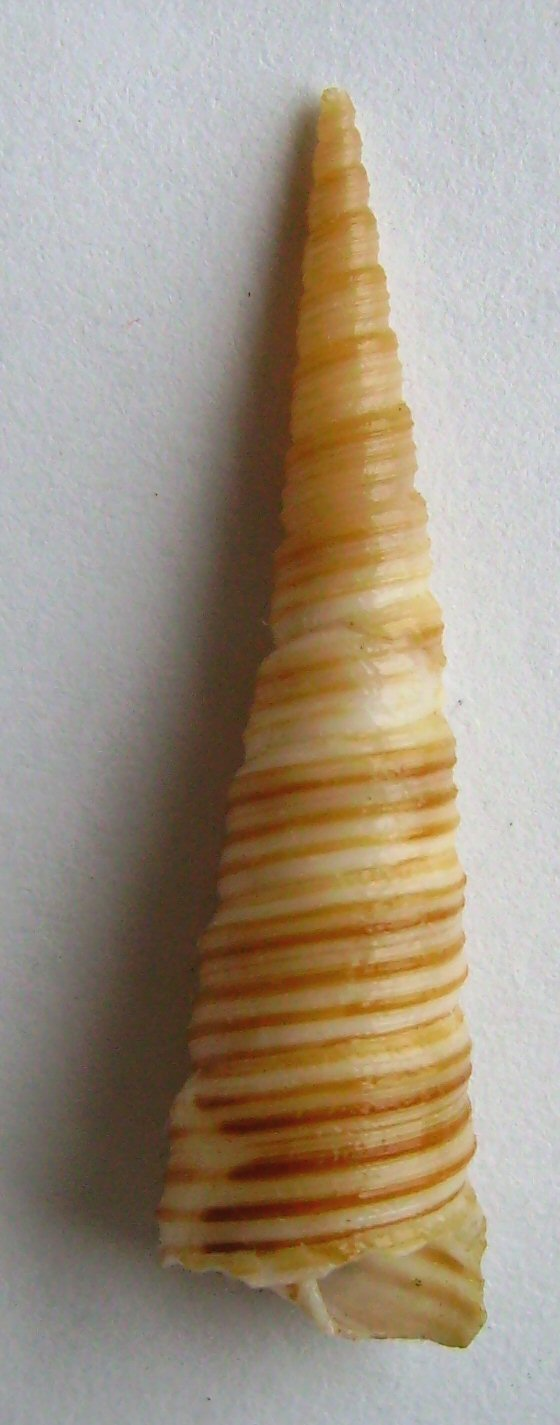
Zeacolpus vittatus
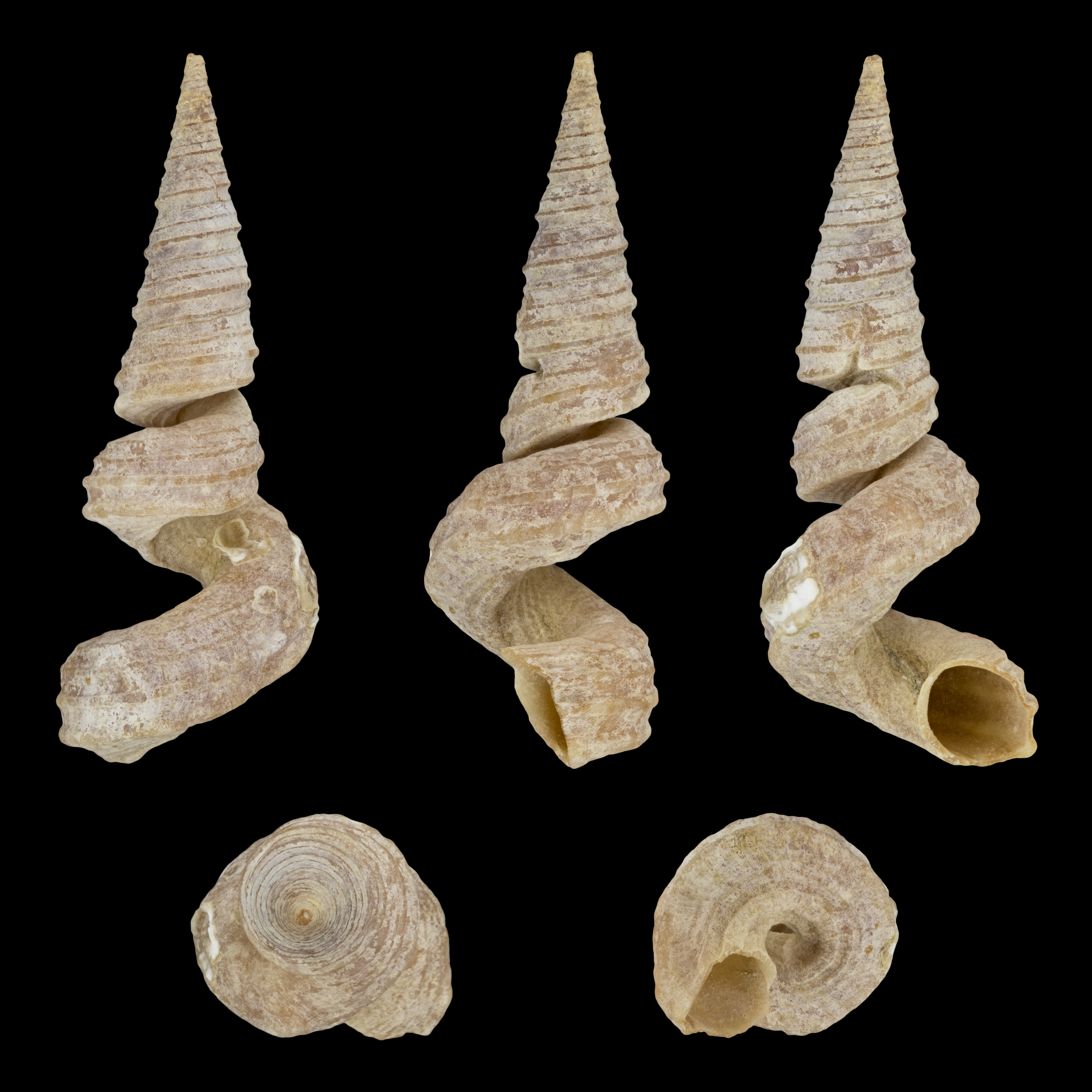
Vermicularia spirata, des Vermicularia, des Turritellidae.